# Лівобережний (заказник)
Лівобережний — ландшафтний заказник місцевого значення. територія заказника розташована в Степовій зоні з помірно-континентальним кліматом. Об'єкт розташований в районі житлового масиву Фрунзенський на території міста Дніпро Дніпропетровської області, в межах земель ДП «Дніпровське лісове господарство» на відмітках 51,4-53,0 м н.р.м.
Загальна площа складає 197,40 га, з яких: землі лісового фонду  — 111, 00 га, землі Держземфонду — 71,50 га, водне дзеркало — 14,9 га. Статус отриманий у 2020 році.
За природно-географічним районуванням територія входить до Дніпровсько-Орільського району степової підобласті Орільсько-Самарської низинної рівнини степової області Придніпровської лівобережної низовини, що належить до Лівобережно-Дніпровської Північно-степової провінції Степової зони України.
Рельєф заказника хвилястий, дюнно-барханного типу, який формувався раніше в природних умовах під дією вітру, а пізніше частково, як наслідок техногенезу.
Ґрунти тут слабо сформовані піщано-степові, піщано-борові, піщано-лучні, лучно-болотні наалювіальних пісках.
На природні умови заказника Лівобережний впливають 2 водних об'єкти: р. Дніпро і оз. Московське, розташоване на його території.

## Флора заказника
Флора зберегла риси ландшафту піщаної тераси долини великої ріки з водоймами, що прилягають до неї. Список судинних рослин, виявлених на території та у акваторії природоохоронного об'єкта, налічує 316 видів, які належать до 4 класів та 32 родин. Гігроморфічний аналіз показав, що гігроморфи розподілені в наступному порядку: мезофіти — 141 вид, ксерофіти — 120 видів, гігрофіти — 24 види, гелофіти — 4 види, гідрофіти (гідатофіти з плейстофітами) — 11 видів. Серед ценоморф переважають степово-піщані (69), лучні (50) та лісові (45) види з участю рудерального компонента. Палюданти складають 19 видів, акванти — 16. Про значну антропічну трансформованість флори свідчить наявність великої кількості адвентивних видів — 24 (8 %).
До складу флори території входить 1 вид з Червоної книги України (сальвінія плаваюча), 1 вид з Європейського Червоного списку (жовтозілля дніпровське) і 5 видів з Червоного списку Дніпропетровської області.
Рослинність території залісненої ділянки представлена штучними монодомінантними насадженнями — з акації білої (Robinia pseudacacia L.) та сосни звичайної (Pinus sylvestris L.).
Сучасна батрахофауна заказника «Лівобережний» налічує 3 види плазунів, які потребують охорони і віднесені до Бернської конвенції та регіонального Червоного списку Дніпропетровської області.
Сучасна орнітофауна ландшафтного заказника налічує 86 видів (28,3 % видового складу орнітофауни Дніпропетровської області). Таксономічно вони належать до 15 рядів та 32 родин. З них до Червоної книги України включено 2 види, до додатків 2 та 3 Бернської конвенції — 73 види, до Червоного списку Дніпропетровської області — 4 види.
Теріофауна заказника налічує 10 видів ссавців, які належать до 4 рядів та 7 родин до 4 екологічних груп (комплексів): водно-болотного (річкові, озерні та болотні екосистеми), лучного, степового, лісового.
Бентофауна достатньо різноманітна. В її складі виявлено 54 види безхребетних, що належать до 12 систематичних груп. З рідкісних та зникомих видів відмічена п'явка медична Hirudo medicinalis L., яка увійшла до Червоної книги України.
У складі іхтіофауни обстежених акваторій встановлено 33 види риб з 8 родин. З представників іхтіофауни, які мешкають на даних ділянках, 2 види занесені до Червоної книги України, 3 — до Червоного списку Дніпропетровської області.